# Jack Dann
Pour les articles homonymes, voir Dann.
Œuvres principales
- La Grande Hurle

Compléments
- Professeur d'écriture
- Éditeur du bulletin de la SFWA (1970-1975)

Jack Dann, né le 15 février 1945 à Johnson City dans l'État de New York, est un écrivain américain de science-fiction, de fantasy et d'horreur ainsi qu'un éditeur connu pour ses nombreuses anthologies en collaboration avec Gardner R. Dozois. Vivant en Australie depuis 1994, il a commencé à publier au tout début des années 1970.

## Œuvres traduites en français

### Romans
- La Grande Hurle, Denoël, coll. Présence du futur, no 417, 1989 ((en) The Man who Melted, Bluejay Books Inc, 1984), trad. Bernard Sigaud  (ISBN 2-207-30417-5)

### Nouvelles
- Noire, noire est l'étoile morte, 1971 ((en) Dark, Dark, the Dead Star, 1970), trad. Frank StraschitzÉcrit avec George Zebrowski. in Galaxie no 86, Éditions OPTA
- Pièges, 1972 ((en) Traps, 1970), trad. Charles CanetÉcrit avec George Zebrowski. in Galaxie no 99, Éditions OPTA
- Y a pas de rampes, 1978 ((en) There are No Bannisters, 1973), trad. France-Marie WatkinsParu initialement dans New Worlds Quarterly no 5 ; in Univers 14, J'ai lu no 857
- Tulpa, 1977 ((en) Tulpa, 1974), trad. France-Marie WatkinsParu initialement dans New Worlds Quarterly no 6 ; in Univers 08, J'ai lu no 732
- Camps, 1980 ((en) Camps, 1979), trad. Jacques SchmittParu initialement dans The Magazine of Fantasy & Science Fiction no 336 ; in Fiction no 310, Éditions OPTA
- En tournée, 2000 ((en) Touring, 1981), trad. Jean-Pierre PugiÉcrit avec Gardner R. Dozois et Michael Swanwick. in Rock'n'roll altitude, éditions Denoël, coll. Présence du futur, no Hors Série
- Plus morts que morts-vivants, Éditions Baleine, coll. Baleine noire, 2009 ((en) Down Among the Dead Men, 1982), trad. Jacques Finné  (ISBN 978-2-84219-429-1)Écrit avec Gardner R. Dozois.
- Les Dieux de Mars, 1987 ((en) The Gods of Mars, 1985), trad. Pierre-Paul DurastantiÉcrit avec Gardner R. Dozois et Michael Swanwick. Paru initialement dans Omni vol. 7, no 6; in Univers 1987, J'ai lu, coll. Science-Fiction, no 2165
- Tatouages, 1990 ((en) Tattoos, 1986), trad. Bernard Sigaud  (ISBN 2-207-60004-1)in Ombres portées / textes choisis et présentés par Scott Baker, éditions Denoël, coll. Présence du fantastique, no 4
- Les Visiteurs, 1991 ((en) Visitors, 1987), trad. Emmanuel Jouanne  (ISBN 2-207-60022-X)in Territoires de l'inquiétude - 3 : 15 récits de terreur / choisis et présentés par Alain Dorémieux, éditions Denoël, coll. Présence du fantastique, nno 22
- Le Blues et la Vérité abstraite, 1988 ((en) Blues and the Abstract Truth, 1988), trad. Françoise MailletÉcrit avec Barry N. Malzberg. Paru initialement dans The Magazine of Fantasy & Science Fiction vol. 74, no 1 ; in Fiction no 400, Éditions OPTA
- Le Cercueil de verre, 2002 ((en) 'The Glass Casket, 1993), trad. Mélanie Fazi  (ISBN 2-265-07344-X)in Blanche neige, rouge sang / textes choisis et présentés par Ellen Datlow et Terri Windling, Fleuve noir, coll. Rendez-vous ailleurs, no 4
- Dring... Dring !, 2004 ((en) Ting-a-Ling, 2001), trad. Michel Demuth  (ISBN 2-08-068609-7)in Tracés du vertige : Trente nouvelles pour redéfinir l'imaginaire de demain / réunies et présentées par Al Sarrantonio (en), Flammarion, coll. Imagine, no 50

## Récompenses
- Prix Nebula
  - Meilleur roman court 1996 pour Da Vinci Rising
- Prix World Fantasy
  - Prix World Fantasy de la meilleure anthologie 1999 pour Dreaming Down-Under
  - Prix World Fantasy de la meilleure anthologie 2017 pour Dreaming in the Dark
- Prix Aurealis
  - Meilleur roman de fantasy 1996 pour The Memory Cathedral
  - Meilleure nouvelle de science-fiction 1998 pour Niagara Falling (coécrite avec sa femme Janeen Webb)